# Piccolo (tidning)
Piccolo var en svensk skämttidning som började komma ut den 7 oktober 1899 och slutade att ges ut vid årsslutet 1913.

## Redaktion
Utgivningsbevis för tidningen utfärdades för Anna Sundstedt den 9 september 1899 och sedan för redaktören Leonard Kristian Vinfrid Ljunglund den 10 februari 1900.
| Period                 | Ansvarig utgivare                   | Period                 | Redaktör            |
| ---------------------- | ----------------------------------- | ---------------------- | ------------------- |
| 1899-09-09--1900-02-10 | Sundstedt, Anna                     | 1899-09-09--1900-02-10 | Sundstedt, Anna     |
| 1900-02-10--1903       | Ljunglund, Leonard Kristian Vinfrid | 1900--1903             | Ljunglund, Leonard  |
| 1903                   | Sigurd P. Sigurdh                   | 1903                   | Sigurd P. Sigurdh   |
| 1903--1913             | Hasselgren, A                       | 1903 1904-1913         | Hasselgren, Andreas |

## Tryckning
Förlaget hette Piccolo 1899 till 1902 därefter Tidningsaktiebolaget Förgät mig ej 1903-1913. Tidningen trycktes i  Central tryckeriet 1899 till den 10 februari 1900 och. därefter i Illustreradt Hvad Nytts som trycktes hos L. Ljunglunds tryckeri. Det saknas uppgifter om tryckningen senare år. Typsnitt var antikva. Tidningen hade  titelvinjett och illustrationer. Tidningen kom ut en gång i veckan lördagar i oktavformat 21 x 13,3 cm. Priset var 85 öre 1899 och 1900 2 kronor 80 öre. Några år senare 4 kronor.